# Высокое (Темниковский район)
Высокое — деревня в составе  Бабеевского сельского поселения Темниковского района Республики Мордовия.

## География
Находится на расстоянии примерно 3 километра на юг-юго-запад от районного центра города Темников.

## История
Упоминается с 1866 года, когда она была учтена как владельческая деревня Темниковского уезда из 10 дворов.

## Население
Постоянное население составляло 59 человек (русские 85%) в 2002 году, 30 в 2010 году .